# Pachycondyla pilosior
Pachycondyla pilosior är en myrart som först beskrevs av Wheeler 1928.  Pachycondyla pilosior ingår i släktet Pachycondyla och familjen myror. Inga underarter finns listade i Catalogue of Life.